# Пеппер, Барбара
Барбара Пеппер (англ. Barbara Pepper, урождённая Марион Пеппер (англ. Marion Pepper), 31 мая 1915, Нью-Йорк, США — 18 июля 1969, Панорама-Сити, Лос-Анджелес, США) — американская актриса.

## Биография
Марион Пеппер родилась в Нью-Йорке в семье актёра Дэвида Митчелла Пеппера и его жены Харриетты С. Пеппер. В 16 лет она стала участницей танцевального шоу «Goldwyn Girls», где познакомилась с Люсиль Болл, с которой у неё завязались дружеских отношения. В 1933 году они вместе появились в музыкальной комедии Фрэнка Таттл «Скандал в Риме». Период с 1937 по 1943 год был очень плодовитым в актёрской карьере Пеппер — за это время она появилась более чем в 40 кинокартинах, среди которых «Они сделали меня преступником» (1939), «Иностранный корреспондент» (1940) и «Возвращение Фрэнка Джеймса» (1940).
В 1943 году она вышла замуж за актёра Крейга Рейнольдса, от которого вскоре родила двоих сыновей. В 1949 году её супруг погиб в автокатастрофе, и ей пришлось в одиночку воспитывать детей. Эти обстоятельства со временем привели к тому, что у Пеппер начались проблемы с алкоголем и она стала набирать лишний вес. В 1951 году Люсиль Болл рассматривала Пеппер на роль Этель Мерц в свой комедийный сериал «Я люблю Люси», но из-за её алкоголизма она так и не была утверждена. Несмотря на это, она всё-таки появилась в ситкоме, правда в небольших второстепенных ролях.
В дальнейшем годы Пеппер продолжала периодически появляться в кино и на телевидении, прежде чем в 1965 году получила постоянную роль в сериале «Зелёные просторы». В 1968 году она была вынуждена уйти из проекта из-за проблем со здоровьем. Актриса умерла от коронарного тромбоза в возрасте 54 лет 18 июля 1969 года в Панорама-Сити, Калифорния. Похоронена в Голливуде на кладбище «Hollywood Forever».